# ایزلبورگ
شهر ایزلبورگدر ایالت نوردراین-وستفالن در کشور آلمان واقع شده‌است.

## نگارخانه

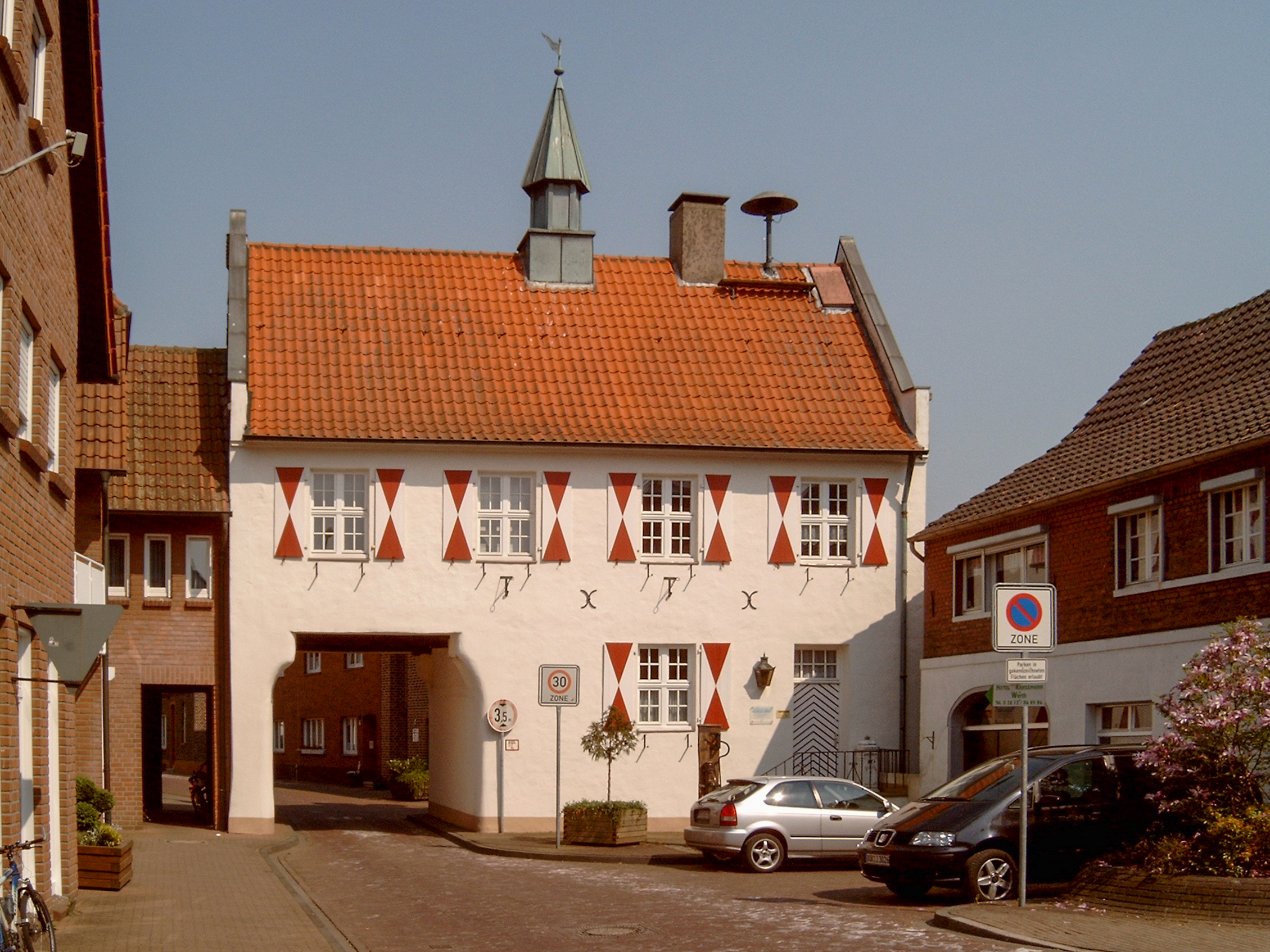
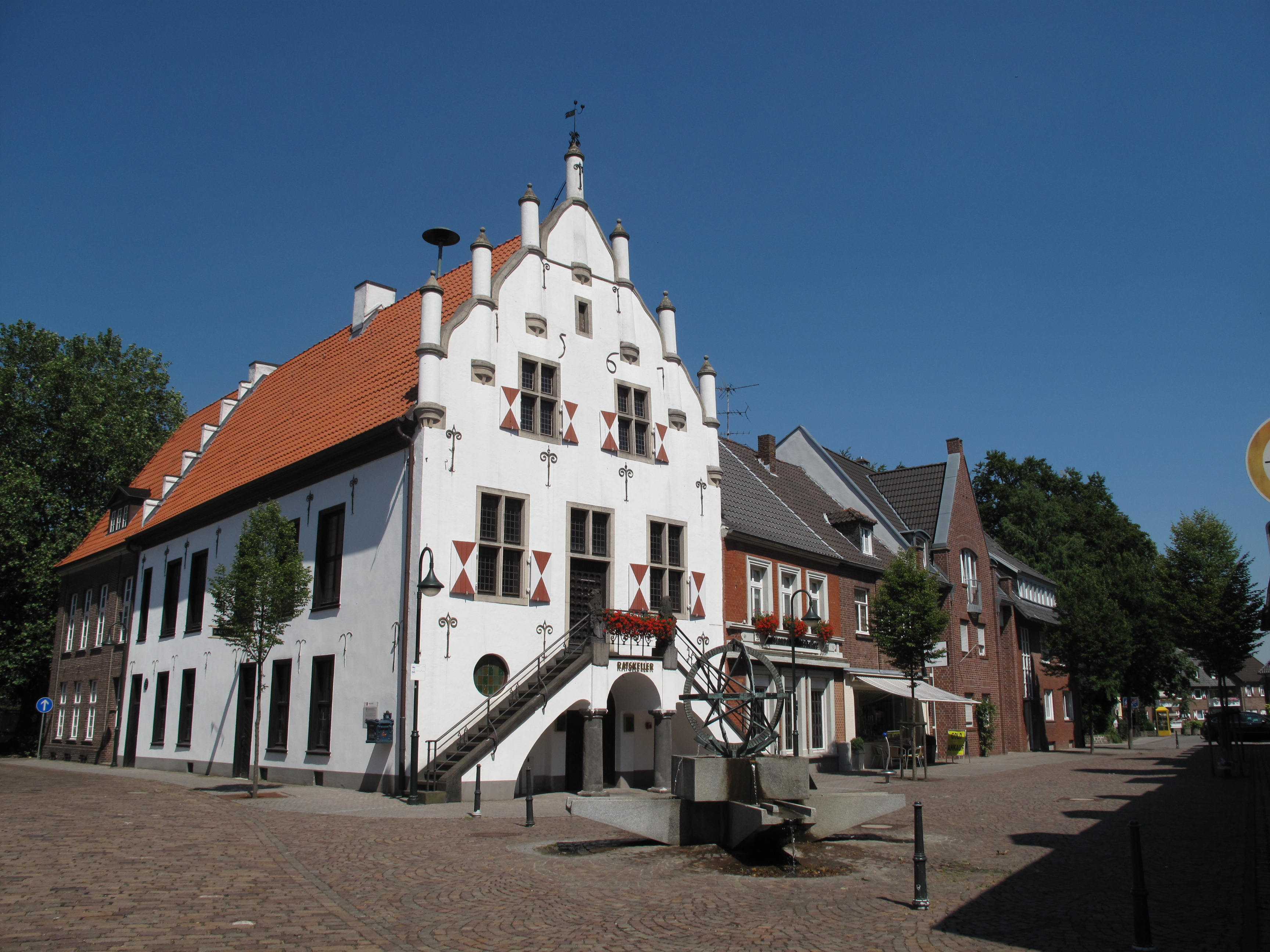
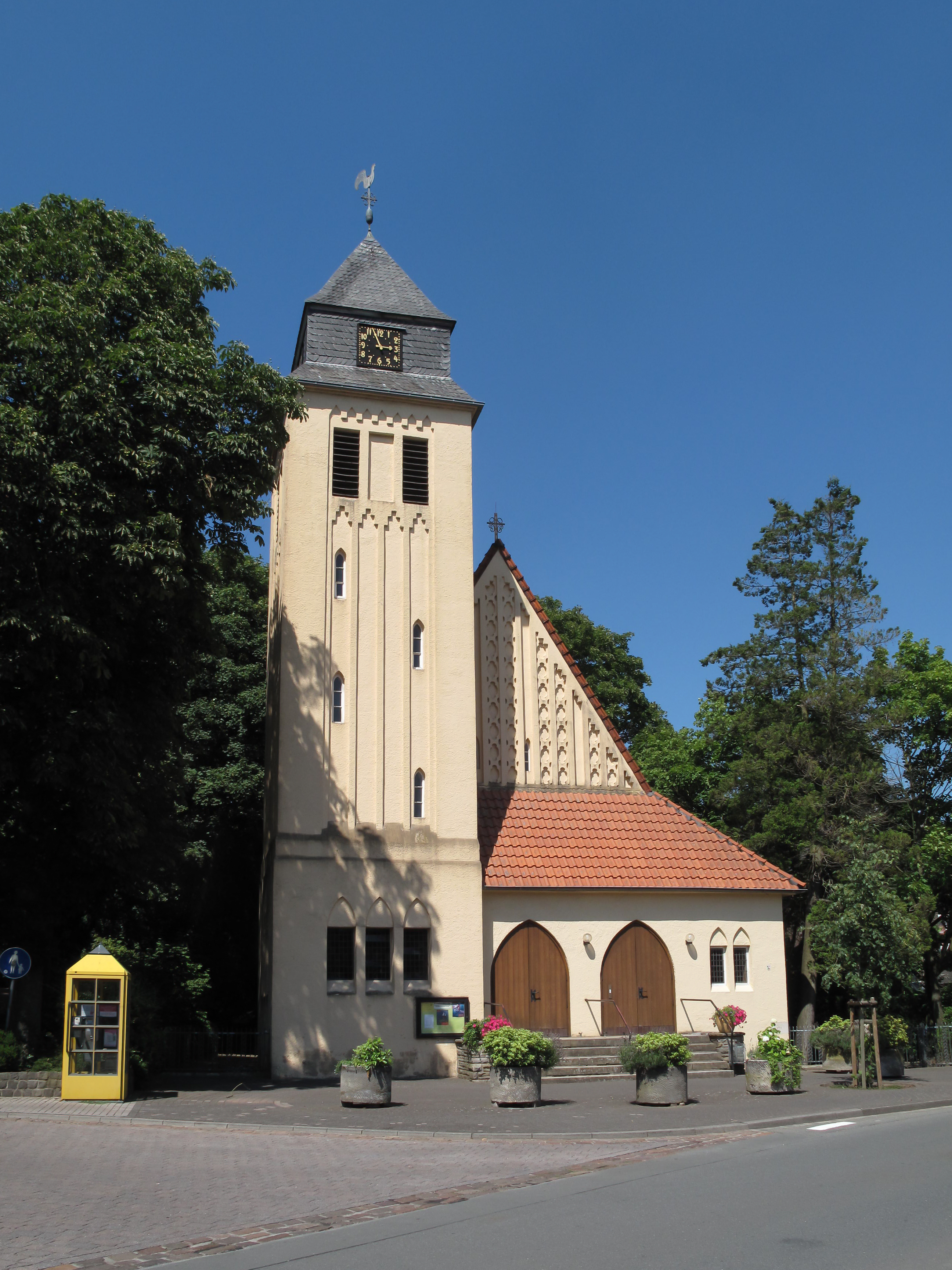